# Henry Nicholas Ridley
Henry Nicholas Ridley, född 10 december 1855 i West Harling Hall, död 24 oktober 1956, var en brittisk botaniker och geolog. Han var den förste direktören för Singapores botaniska trädgård mellan 1888 och 1911.
Ridley ägnade många år åt att framställa gummi som en kommersiell produkt och upptäckte 1895 en tappningsmetod som inte skadade gummiträden och var till stor del ansvarig för etablerandet av gummiindustrin på Malackahalvön. Ridley var Master of Arts vid Oxfords universitet, Fellow of the Royal Society, Fellow of the Linnean Society of London och Fellow of the Royal Horticultural Society.

## Utmärkelser
- 1911 – Companion av Sankt Mikaels och Sankt Georgsorden.